# Leptotrichus kosswigi
Leptotrichus kosswigi är en kräftdjursart som beskrevs av Hans Strouhal 1960. Leptotrichus kosswigi ingår i släktet Leptotrichus och familjen Porcellionidae. Inga underarter finns listade i Catalogue of Life.